# 염소자리
염소자리(라틴어: Capricornus 카프리코르누스[*])는 남쪽 하늘의 별자리이며, 황도12궁 중 하나이다. 원래의 명칭은 '뿔 달린 염소' 또는 '염소의 뿔'을 의미하며, 하늘의 '바다'에 해당되는 부분에 놓여 있어 바다염소자리(sea-goat)라 부르기도 한다.
염소자리는 현대 88개 별자리 중 하나이며, 톨레미의 48개 별자리에도 포함되었다. 근세에 정해진 염소자리의 경계는 독수리자리, 궁수자리, 현미경자리, 남쪽물고기자리, 물병자리에 둘러싸여 있다.
한 해를 시작할 때 태양은 염소자리에 머무른다고 한다.
동아시아의 별자리에서는 북방현무의 우수(견우)와, 실수에 속한 '누벽진'의 일부에 해당된다.

## 별과 천체

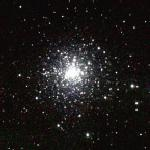
M30 구상성단

염소자리는 게자리를 제외하면 황도12궁 중에서 가장 어두운 별자리이다. 가장 밝은 별은 별자리의 삼각형 모양 꼭짓점에 해당되는 염소자리 α2별(Algedi), δ별, ω별이다.

### 어두운 천체들
염소자리에는 여러 은하계와 성단이 있다.
- 메시에 30번(M30): 구상성단이다.
- NGC 7103: M30의 북쪽 1도 거리에 있다.
- NGC 6907: 나선은하이다.

## 역사
염소자리는 어두운 별자리임에도, 알려진 중 오래된 별자리에 속하며 가장 오래된 것일 수도 있다. 염소나 바다염소(goat-fish)는 3천 년 전의 바빌로니아의 점토판에서 발견된다. 이는 당시 북반구의 동지점이 염소자리에 있었던 때문으로 여겨진다. 태양이 다시 살아나는 것에 대한 관심이 천문학, 점성술로 이어져 이 영역에 대한 천문학적인 관측이 중요하게 여겨졌다는 것이다. 이 때문에, 태양이 가장 남쪽에 다다르는 동지점은 현재에도 '염소자리의 동지선(Tropic of Capricon)'이라 불린다.
초기 그리스 사람들은 연중 죄가 쌓이면서 어둠이 늘어나게 된다고 믿었고, 해가 내려가 동지점에 머무르는 것과 함께, 고대 그리스인들은 이 영역을 '아우게이아스의 외양간(Augean Stable)'로 불렀고, 태양이 연중 이 곳에서 마구간에 넣어졌다고 생각했다. '아우게이아스'가 관련된 이유는 현재로서는 정확히 알려져 있지 않지만, 헤라클레스에게 아우게이아스의 외양간을 청소하는 임무가 주어진 내용과의 관련성이 추측되기도 한다. 어쨌든, 그리스에서 이 명칭은 점차 사용하지 않게 되었다.
세차운동으로 인한 춘분점의 이동으로, 동지점은 현재 염소자리에 있지 않다. 하지만, 점성술에서의 염소자리는 동지 즈음에 시작된다.
해왕성이 독일의 천문학자인 요한 갈레(Johann Galle)에 의해 염소자리 δ별(Deneb Algedi) 부근에서 1846년 9월 23일에 발견되었다.

## 신화
염소자리는 종종 '아말테아(Amalthea)'로 인식된다. 그리스 신화에서 제우스는 아버지인 크로노스에게 잡아먹힐 뻔하였다가 레아가 구해주게 되는데, 이후 어린 시절의 제우스에 젖을 먹인 염소이다. 염소의 뿔에는 'cornucopia(풍요의 뿔)'이라는 명칭이 있는데, 이는 태양이 이 별자리에 있을 때에 다시 북쪽으로 오르기 위한 준비로 영양을 공급받는다는 옛 주장이 있다.
어쨌든, 염소자리는 '바다염소'로 그려지는데, 이는 꼬리가 달린 염소이다. 관련된 신화에서는 염소의 신인 판(Pan)이 티폰(Typhon)에게 공격받았을 때에, 나일강으로 뛰어들었다고도 한다. 물 윗쪽은 염소인 그대로, 물 아랫쪽은 물고기로 변하였다는 것이다.
여름에 이 별자리는 신인 엔키(Enki: 바빌로니아의 에아)와 관련되기도 한다. 그는 바다로부터 인류에게 문화를 전달해 주었다.
그리스인들은 이 별자리는 오물이 가득찬 마굿간이고, 강물을 부어 놓는 물병자리는 매년 깨끗하게 하여 주는 비로 여기기도 한다.
염소자리는 바다 또는 물의 영역에 위치하며, 물병자리, 물고기자리, 에리다누스자리와 함께 물과 관련된 별자리를 구성한다.

## 연관된 문서
- 물병자리
- 에리다누스자리
- 물고기자리
- 허큘리스자리

## 같이 보기
- 히포캄포스